# عديمات التجانس
عديمات التجانس (الاسم العلمي: Liphistiidae)، فصيلة عناكب، وصفت من قبل تامرلان ثوريل عام 1869، تتألف من 8 أجناس وقرابة 100 نوع من العناكب متوسطة الحجم المتوطنة في جنوب شرق آسيا والصين واليابان. هم من بين أكثر العناكب الحية القاعدية، وينتمون إلى رُتيبة العناكب المقطعة. في اليابان، يُعرف عنكبوت كيمورا (هيبتاثيلا كيموراي) جيدًا.